# Yuxarı Əndəmic
Yuxarı Əndəmic è un comune dell'Azerbaigian situato nel distretto di Ordubad.